# Glut (Verbrennung)

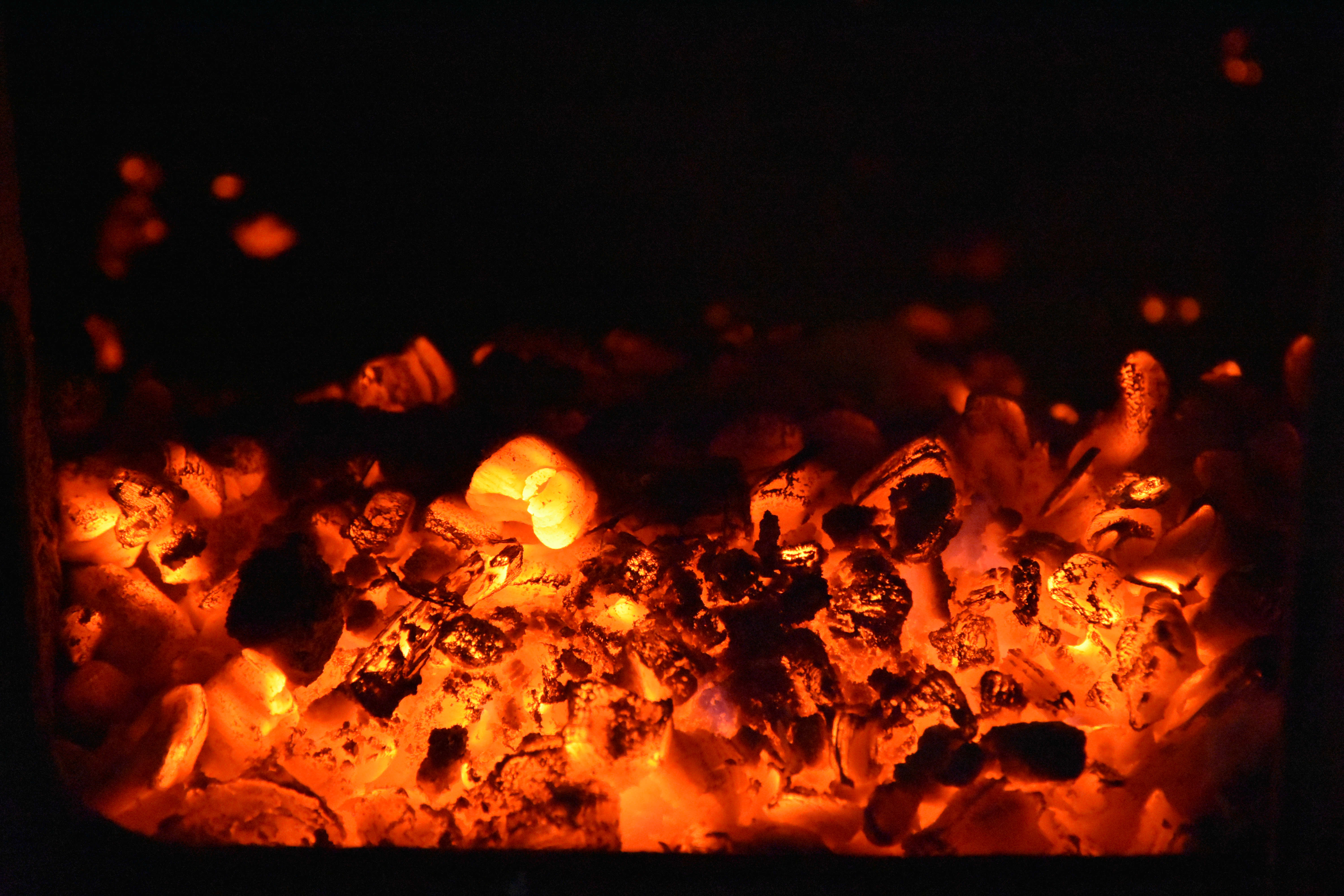
Holzkohleglut

Glut oder Glimmen bezeichnet das Reaktions- oder Temperaturgebiet eines festen Stoffes mit sichtbarer Wärmestrahlung. Sie entsteht häufig bei der Verbrennung eines größtenteils aus Kohlenstoff oder Metallen (Stoffe der Brandklasse A und D) bestehenden Brennstoffs ohne sichtbare Flammenbildung, jedoch unter Abgabe von Licht mit einem hohen Infrarotanteil. Kohle verbrennt üblicherweise in dieser Form, auch bei der Verbrennung von Holz bildet sich meist Glut. Diese Stoffe können auch in Form von Stäuben brennen (Staubbrand). Glut tritt auf, wenn keine gasförmigen Stoffe, die eine Flammbildung ermöglichen würden, aus dem Brennstoff entweichen. Bei der Verbrennung von organischen Stoffen wie Holz tritt sie also auf, wenn dieses entgast ist.
Von Glut kann eine erhebliche Brandgefahr ausgehen, da sie den Verbrennungsprozess und die damit einhergehende kontinuierliche Wärmeabgabe lange aufrechterhält. Bei Groß- und Waldbränden wird deshalb oft noch für mehrere Tage eine Brandwache abgestellt, die ein Wiederaufflammen von Glutnestern verhindern soll.
Eine nützliche Rolle spielt Glut hingegen beim Grillen oder bei Lagerfeuern, da die fehlende offene Flamme beispielsweise ein oberflächliches Verbrennen des Grillguts verhindert. Durch die Infrarotstrahlung erzeugen glühende Kohlen auch in beträchtlicher Entfernung noch eine angenehme Wärme.

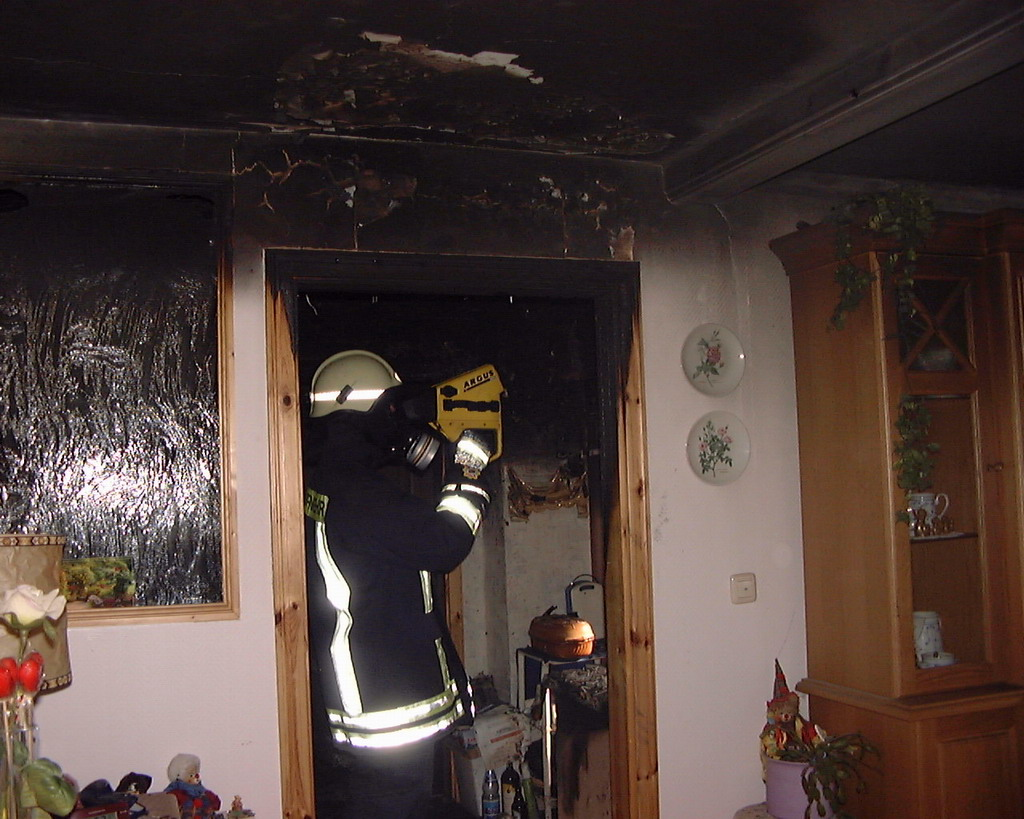
Mit Hilfe von Wärmebildkameras wird nach Glutnestern gesucht

## Löschen eines Glutbrandes
Brennende Glut (Glutbrand) ist kaum durch reinen Sauerstoffentzug zu löschen, da durch die typischerweise hohe Materialdichte die Zündtemperatur verhältnismäßig lang bestehen bleibt. Deshalb muss die Glut zusätzlich gekühlt und ihr somit die für die Fortsetzung der Verbrennung notwendige Wärme entzogen werden.
Ein Glutbrand wird mit ABC-Löschpulvern insbesondere durch schmelzende Löschpulver und durch eine danach auftretende Glasurschicht gelöscht. Die Glasurschicht verhindert den Zutritt von Sauerstoff und isoliert gleichzeitig gegen die Strahlungswärme.
Glut fester Stoffe wird mit Handfeuerlöschern mit Löschwirkung für die Brandklasse A oder (bei Metallbränden) für die Brandklasse D gelöscht.